# Campionati mondiali di nuoto in vasca corta 2024 - Staffetta mista 4x50 metri misti
La gara della staffetta 4x50 metri misti dei campionati mondiali di nuoto in vasca corta 2024 si è svolta l'11 dicembre 2024 presso la Duna Aréna di Budapest.

## Podio
| Pos.    | Nazione     | Atleta                                                                                                  |
| ------- | ----------- | --- |
| Oro     | NAB         | Miron Lifincev Kirill Prigoda Arina Surkova Daria Trofimova Pavel Samusenko Oleg Kostin Daria Klepikova |
| Argento | Canada      | Kylie Masse Finlay Knox Ilya Kharun Ingrid Wilm                                                         |
| Bronzo  | Stati Uniti | Shaine Casas Michael Andrew Regan Smith Katharine Berkoff AJ Pouch Alex Shackell Alexandra Walsh        |

## Record
Prima della manifestazione il record del mondo (RM) e il record dei campionati (RC) erano i seguenti.
|  | 1'35"15 | Stati Uniti | 14 dicembre 2022 Melbourne |
|  | 1'35"15 | Stati Uniti | 14 dicembre 2022 Melbourne |

Durante la competizione non sono stati migliorati record.

## Programma
| Data             | Ora   | Turno    |
| ---------------- | ----- | -------- |
| 11 dicembre 2024 | 11:07 | Batterie |
| 11 dicembre 2024 | 19:06 | Finale   |

## Risultati

### Batterie
| Pos. | Batteria | Corsia | Nazione                       | Atleta | Tempo        | Note |
| ---- | -------- | ------ | ----------------------------- | --- | ------------ | ---- |
| 1    | 6        | 7      | Canada                        | Kylie Masse (26"06) Finlay Knox (26"26) Ilya Kharun (21"06) Ingrid Wilm (23"88)                                           | 1'37"26      | Q    |
| 2    | 5        | 5      | Svezia                        | Louise Hansson (26"12) Daniel Kertes (25"67) Sara Junevik (24"55) Elias Persson (20"94)                                   | 1'37"28      | Q    |
| 3    | 5        | 8      | Stati Uniti                   | Shaine Casas (22"87) AJ Pouch (26"33) Alex Shackell (25"04) Alexandra Walsh (23"26)                                       | 1'37"50      | Q    |
| 4    | 3        | 2      | Australia                     | Iona Anderson (26"06) Joshua Yong (26"08) Matthew Temple (22"06) Meg Harris (23"57)                                       | 1'37"77      | Q    |
| 5    | 4        | 3      | Giappone                      | Kaiya Seki (23"50) Taku Taniguchi (25"32) Mizuki Hirai (25"26) Yume Jinno (24"10)                                         | 1'38"18      | Q    |
| 6    | 5        | 7      | NAB                           | Pavel Samusenko (23"13) Oleg Kostin (25"94) Daria Klepikova (25"61) Daria Trofimova (23"62)                               | 1'38"30      | Q    |
| 7    | 6        | 4      | Italia                        | Lorenzo Mora (23"28) Ludovico Viberti (25"90) Silvia Di Pietro (24"91) Chiara Tarantino (24"23)                           | 1'38"32      | Q    |
| 8    | 5        | 4      | Paesi Bassi                   | Kira Toussaint (26"48) Koen de Groot (25"97) Thomas Verhoeven (22"18) Milou van Wijk (23"84)                              | 1'38"47      | Q    |
| 9    | 4        | 4      | Gran Bretagna                 | Oliver Morgan (23"63) Angharad Evans (29"41) Joshua Gammon (22"58) Eva Okaro (23"42)                                      | 1'39"04      |      |
| 10   | 1        | 4      | NAA                           | Anastasija Škurdaj (26"73) Il'ja Šymanovič (25"42) Grigori Pekarski (21"87) Anastasiya Kuliashova (25"05)                 | 1'39"07      |      |
| 11   | 3        | 5      | Spagna                        | Carmen Weiler (26"80) Carles Coll (25"70) Mario Mollá (22"37) María Daza (24"24)                                          | 1'39"11      |      |
| 12   | 6        | 3      | Norvegia                      | Markus Lie (23"65) Nicholas Lia (25"98) Hedda Øritsland (25"60) Mari Moen (23"91)                                         | 1'39"14      |      |
| 13   | 2        | 2      | Croazia                       | Nikola Miljenić (23"37) Meri Mataja (29"69) Jana Pavalić (25"74) Jere Hribar (20"36)                                      | 1'39"16      |      |
| 14   | 2        | 4      | Cina                          | Wang Gukailai (23"53) Qin Haiyang (25"91) Lu Xingchen (26"04) Liu Shuhan (23"89)                                          | 1'39"37      |      |
| 15   | 6        | 5      | Estonia                       | Ralf Tribuntsov (23"11) Eneli Jefimova (28"93) Daniel Zaitsev (21"90) Maria Romanjuk (25"77)                              | 1'39"71      |      |
| 16   | 4        | 1      | Polonia                       | Ksawery Masiuk (24"11) Jan Kałusowski (26"21) Paulina Peda (25"69) Katarzyna Wasick (23"72)                               | 1'39"73      |      |
| 17   | 2        | 1      | Corea del Sud                 | Kim Seung-won (27"40) Choi Dong-yeol (26"03) Jeong So-eun (26"31) Ji Yu-chan (20"38)                                      | 1'40"12      |      |
| 18   | 4        | 5      | Finlandia                     | Ronny Brannkarr (24"09) Davin Elias Lindholm (26"37) Laura Lahtinen (25"48) Fanny Teijonsalo (24"21)                      | 1'40"15      |      |
| 19   | 5        | 3      | Ungheria                      | Ádám Jászó (23"91) Olivér Gál (27"12) Lora Komoróczy (25"32) Petra Senánszky (24"04)                                      | 1'40"39      |      |
| 20   | 4        | 7      | Sudafrica                     | Jessica Thompson (27"16) Michael Houlie (25"67) Caitlin de Lange (26"40) Kris Mihaylov (22"09)                            | 1'41"32      |      |
| 21   | 3        | 8      | Hong Kong                     | Hayden Kwan (24"00) Man Wui Kiu (31"25) Tam Hoi Lam (25"73) Ian Yentou Ho (20"52)                                         | 1'41"50      |      |
| 22   | 5        | 6      | Slovacchia                    | Martin Perečinský (24"97) Andrea Podmaníková (30"59) Tamara Potocká (25"09) Matej Duša (21"15)                            | 1'41"80      |      |
| 23   | 6        | 8      | Kazakistan                    | Xeniya Ignatova (27"84) Adelaida Pchelintseva (30"22) Adilbek Mussin (22"56) Gleb Kovalenya (21"58)                       | 1'42"20      |      |
| 24   | 4        | 8      | Islanda                       | Guðmundur Leó Rafnsson (24"90) Snorri Dagur Einarsson (27"11) Jóhanna Elín Guðmundsdóttir (27"03) Vala Dís Cicero (25"02) | 1'44"06      |      |
| 25   | 2        | 3      | Thailandia                    | Saovanee Boonamphai (28"37) Jenjira Srisa-Ard (30"03) Surasit Thongdeang (24"16) Pongpanod Trithan (22"61)                | 1'45"17      |      |
| 26   | 5        | 2      | Rep. Dominicana               | Elizabeth Jiménez (28"41) Josué Domínguez (26"79) Javier Núñez (23"85) Darielys Ortiz (26"53)                             | 1'45"58      |      |
| 27   | 2        | 8      | Filippine                     | Metin Junior Jason Mahmutoglu (24"56) Xiandi Chua (32"92) Chloe Isleta (26"48) Adrian Eichler (22"60)                     | 1'46"56      |      |
| 28   | 2        | 6      | Namibia                       | Jessica Humphrey (28"50) Ronan Wantenaar (26"27) Oliver Durand (24"77) Molina Smalley (27"09)                             | 1'46"63      |      |
| 29   | 5        | 1      | Kenya                         | Imara Bella Patricia Thorpe (28"96) Haniel Kudwoli (28"77) Stephen Nyoike (24"94) Sara Mose (24"96)                       | 1'47"63      |      |
| 30   | 6        | 6      | Uganda                        | Tendo Kaumi (27"40) Tendo Mukalazi (28"48) Kirabo Namutebi (28"94) Gloria Anna Muzito (24"41)                             | 1'49"23      |      |
| 31   | 1        | 5      | Kirghizistan                  | Elizaveta Pecherskikh (28"59) Denis Petrashov (26"80) Daniil Mistriukov (26"71) Aiymkyz Aidaralieva (27"54)               | 1'49"64      |      |
| 32   | 6        | 2      | Albania                       | Grisi Koxhaku (25"95) Stella Gjoka (32"86) Kaltra Meca (28"81) Reidi Resuli (22"47)                                       | 1'50"09      |      |
| 33   | 1        | 2      | Giamaica                      | Leanna Wainwright (29"05) Sidrell Williams (30"69) Jessica Calderbank (27"40) Nathaniel Thomas (23"03)                    | 1'50"17      |      |
| 34   | 2        | 7      | Moldavia                      | Chirill Chirsanov (26"05) Constantin Malachi (27"60) Anastasia Basisto (28"75) Natalia Zaiteva (28"31)                    | 1'50"71      |      |
| 35   | 3        | 4      | Samoa                         | Kaiya Brown (31"89) Kokoro Frost (30"50) Paige Schendelaar-Kemp (27"35) Hector Langkilde (22"38)                          | 1'52"12      |      |
| 36   | 3        | 1      | Corea del Nord                | Kim Sol-song (31"55) Kim Won-ju (29"83) Kim Ryong-hyon (25"48) Pak Mi-song (25"49)                                        | 1'52"35      |      |
| 37   | 3        | 3      | Madagascar                    | Idealy Tendrinavalona (30"28) Jonathan Raharvel (28"01) Baritiana Andriampenomanana (28"16) Antsa Rabejaona (26"23)       | 1'52"68      |      |
| 38   | 6        | 1      | Giordania                     | Adnan Al-Abdallat (28"52) Amro Al-Wir (27"58) Tara Al-Oul (28"96) Karin Belbeisi (28"37)                                  | 1'53"43      |      |
| 39   | 1        | 3      | Isole Marianne Settentrionali | Piper Raho (31"06) Kouki Cerezo Watanabe (30"08) Taiyo Akimaru (26"07) Maria Corazon Ayson Batallones (28"05)             | 1'55"26      |      |
| DSQ  | 1        | 6      | Maldive                       | Mohamed Rihan Shiham (29"02) Hamna Ahmed Meral Ayn Latheef Mohamed Aan Hussain                                            | Squalificati |      |
| DSQ  | 4        | 2      | Perù                          | Joaquín Vargas (25"64) Anthony Puertas (28"96) Alexia Sotomayor (27"14) Rafaela Fernandini                                | Squalificati |      |
| DNS  | 2        | 5      | Capo Verde                    | Non partiti |              |      |
| DNS  | 3        | 7      | Bahamas                       | Non partiti |              |      |
| DNS  | 4        | 6      | Mongolia                      | Non partiti |              |      |

### Finale
| Pos.    | Corsia | Nazione     | Atleta                                                                                      | Tempo   | Note |
| ------- | ------ | ----------- | ------------------------------------------------------------------------------------------- | ------- | ---- |
| Oro     | 7      | NAB         | Miron Lifincev (22"39) Kirill Prigoda (24"94) Arina Surkova (24"43) Daria Trofimova (23"60) | 1'35"36 |      |
| Argento | 4      | Canada      | Kylie Masse (25"87) Finlay Knox (25"53) Ilya Kharun (20"73) Ingrid Wilm (23"81)             | 1'35"94 |      |
| Bronzo  | 3      | Stati Uniti | Shaine Casas (22"85) Michael Andrew (25"29) Regan Smith (24"90) Katharine Berkoff (23"16)   | 1'36"20 |      |
| 4       | 6      | Australia   | Isaac Cooper (22"68) Joshua Yong (25"87) Alexandria Perkins (24"61) Meg Harris (23"62)      | 1'36"78 |      |
| 5       | 1      | Italia      | Lorenzo Mora (22"85) Simone Cerasuolo (25"75) Silvia Di Pietro (25"04) Sara Curtis (23"16)  | 1'36"80 |      |
| 6       | 5      | Svezia      | Louise Hansson (26"07) Daniel Kertes (25"48) Sara Junevik (24"49) Elias Persson (21"01)     | 1'37"05 |      |
| 7       | 2      | Giappone    | Kaiya Seki (23"04) Taku Taniguchi (25"21) Mizuki Hirai (25"07) Yume Jinno (23"97)           | 1'37"29 |      |
| 8       | 8      | Paesi Bassi | Maaike de Waard (26"38) Caspar Corbeau (25"51) Tessa Giele (25"13) Nyls Korstanje (20"45)   | 1'37"47 |      |